# Pristimantis unistrigatus
Pristimantis unistrigatus är en groddjursart som först beskrevs av Günther 1859.  Pristimantis unistrigatus ingår i släktet Pristimantis och familjen Strabomantidae. IUCN kategoriserar arten globalt som livskraftig. Inga underarter finns listade i Catalogue of Life.